# Allen Emerson

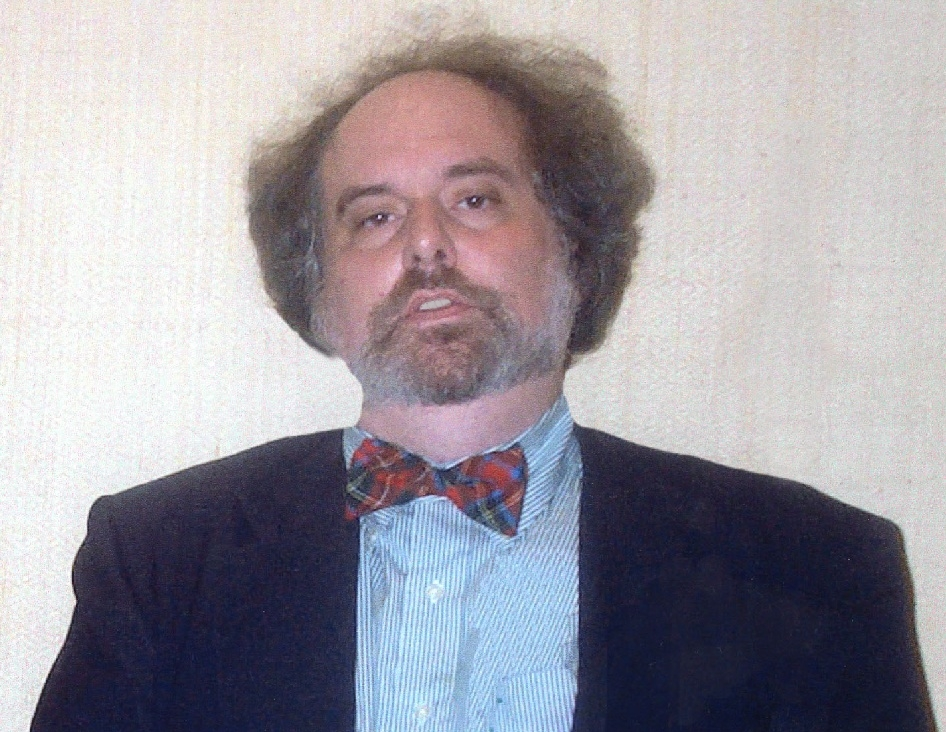
Allen Emerson, 2022

Ernest Allen Emerson (* 2. Juni 1954 in Dallas; † 15. Oktober 2024) war ein US-amerikanischer Informatiker und Turing-Preisträger. Zusammen mit Edmund M. Clarke leistete er Pionierarbeit auf dem Gebiet der Modellprüfung. Emerson war Informatik-Professor an der University of Texas at Austin.
Dort machte er 1976 auch seinen Bachelor in Mathematik, und daraufhin 1981 an der Harvard University seinen Ph.D. in angewandter Mathematik.
In Harvard schlug er 1981 zusammen mit seinem Doktorvater Clarke in einem Paper die Modellprüfung zur Verifikation endlicher paralleler Programme vor, inzwischen ein anerkanntes und weit verwendetes Verfahren. Seither trug er zu deren Verbesserung und Vereinfachung bei und arbeitete auch auf den Gebieten der automatischen Programmsynthese, Verifizierung parametrisierter Systeme und Datenstruktur-Beweisen. Er machte auch signifikante Beiträge zur Theorie und Anwendung der temporalen Logik.
2007 erhielt Emerson zusammen mit Clarke und dem unabhängig von den beiden ebenfalls an der Modellprüfung arbeitenden Joseph Sifakis den Turing Award.
Daneben hat Emerson zahlreiche weitere Auszeichnungen erhalten, darunter der Best Software Paper Award der Hawaii International Systems Sciences Conference 1985, der ACM Paris-Kanellakis-Preis 1998, der Carnegie Mellon University Allen Newell Award for Research Excellence 1999 und der IEEE Symposium on Logic in Computer Science Test-of-Time Award 2006.
Er war Mitglied im redaktionellen Beirat führender Zeitschriften aus dem Bereich der formalen Methoden, darunter Transactions on Computational Logic, Formal Aspects of Computing, und Formal Methods in Systems Design, und den Konferenzprogrammkomitees des International Symposium on Automated Technology for Verification and Analysis und der International Conference on Verification, Model Checking, and Abstract Interpretation. Er ist einer der meistzitierten Informatiker auf CiteSeer.